# Hsu Wei Lun
Hsu Wei Lun (Taipé, 13 de Novembro de 1978 — Taichung, 28 de Janeiro de 2007) foi uma actriz taiwanesa.

## Carreira de actriz
Hsu Wei Lun foi uma bem conhecida actriz de Taiwan, tendo actuado durante cerca de 5 anos. Começou a sua carreira como modelo, mas o seu charme e beleza foram rapidamente notados pelos produtores de televisão. Começou a actuar enquanto ainda estava na universidade, e gradualmente foi ganhando fama e popularidade. Não era só conhecida pela sua aparência, mas também pelos seus louváveis desempenhos como actriz. Também co-protagonizou alguns filmes e uma figura muito popular dos comercias televisivos de Taiwan.
Foi inicialmente notícia na imprensa pelo seu papel num comercial televisivo para a rede de lojas de conveniência "7-Eleven", e mais tarde no drama da GTV "True Love 18" (十八歲的約定) pelo qual foi nomeada para "Melhor Actriz Secundária" nos "Prémios Sino de Ouro" (金鐘獎) em 2002. A partir daí, foi convidada para papéis principais em vários dramas televisivos e no cinema.
Foi provavelmente anunciada pela primeira vez pela audiência na sua breve aparição no drama popular televisivo Asiático "Jardim Meteoro" (流星花園). O seu primeiro papel principal popular foi no drama da televisão de Taiwan “Amor Tempestade” onde estrelou com o seu ex-namorado Vic Zhou (ZaiZai Zhou Yu Min 周愉民), um dos membros da banda "F4 band".
Foi namorada do actor-cantor Lee Wei (李威) antes de se ligar a Vic Zhou em 2004. A sua relação com Zhou acabou em 2005.
Estrelou em 2005 o drama televisivo Taiwanês, que fez grande sucesso “Express Boy” (惡男宅急電) com Mike He Jun Xiang (賀軍翔) e tornou-se uma popular estrela de televisão da Ásia.

## Música
A maior parte das pessoas conhecem Hsu Wei Lun apenas como actriz, mas poucas sabem que também era uma música talentosa. Ela sabia tocar piano e harpa muito bem, tal como guitarra, tambor e erhu.

## Acidente de carro e Morte
Hsu Wei Lun envolveu-se num acidente fatal em Taichung num trecho da auto-estrada 1 de Taiwan, às 23:15 horas de 26 de Janeiro de 2007, enquanto viajava com a sua assistente para Nantou para as filmagens de "Tai Yang De Nu Er". O seu Mini Cooper, conduzido pela sua assistente colidiu com os rails e foi projectado para o outro lado da auto-estrada, vindo a imobilizar-se. De acordo com testemunhas, o Mini Cooper circulava a cerca de 120–130 km/h.
Tendo parado, e achando que era seguro, Hsu Wei Lun desapertou o seu cinto de segurança antes de o Mini Cooper ser abalrroado por um camião. Quando a colisão ocorreu, só o airbag do lado do passageiro disparou. O airbag frontal falhou. Contrariando as testemunhas, a sua assistente negou que era ela a condutora na altura do acidente.
Apesar de 43 horas de tratamento de emergência, o seu coração parou no dia 28 de Janeiro de 2007, deixando pai, mãe e um irmão mais novo. Tinha 28 anos.

## Misteriosas coincidências envolvendo a sua morte
Parece estranho que ela tenha falecido aos 28 anos no dia 28/1 (28 de Janeiro), e que ela tenha escrito sobre a vida e a morte na página 128 do seu diário, "Dan Dan", que fora publicado dois anos antes.
Na ficção estava a filmar uma personagem com problemas cardíacos. Estava previsto que gravaria uma cena de cirurgia no dia 28 de Janeiro.
Foi encontrada uma revista no veículo arruinado aberta na página de um anúncio à "Death Note", a única página marcada com o seu sangue.
Em 1989, há 18 anos atrás, exactamente no mesmo dia, outra cantora, do grupo Zhi Ma Long Yan (芝麻龍眼), faleceu num acidente. Estava a correr para uma cena.
O número da casa da sua assistente era o 128 (era ela que conduzia no momento do acidente).
Parece que a sua morte é uma estranha conexão dos números 1, 2 e 8.

## Séries de TV
- (2007, CTS) Tai Yang De Nu Er 太陽的女兒
- (2006, CTS) Xiang Fei 想飛
- (2005, CTV) Double Jade Legend 雙壁傳說
- (2005, TVBS) Express Boy 惡男宅急電
- (2004, GTV) Nine-Ball 撞球小子
- (2004, TTV) Scent of Love 戀香
- (2003, CTV) Tian Xia Wu Shuang 天下無雙
- (2003, CTS) Love Storm 狂愛龍捲風
- (2002, CTS) Secretly Loving You 偷偷愛上你
- (2002, GTV) True Love 18 十八歲的約定
- (2001, CTS) Meteor Garden I 流星花園 cameo

## Filmes
- (2002) "Victor U-Turn 180 degrees"
- (2003) "Turn Left, Turn Right" 向左走·向右走 cameo
- (2005) "Slap The Monkey" 二千三百萬種死法

## Música
- (2004) "Freedom" - Nine-Ball OST duet

## Videoclips
- (2001) Victor Huang 品冠 〈疼你的責任〉
- (2001) Wang Lee Hom 〈安全感〉
- (2001) Nicholas Tse 〈慌〉
- (2001) Eason Chan, King of Karaoke Songs 〈K歌之王〉
- (2001) 吳宗憲, Strangers, who love me? 〈陌生人、誰愛我〉
- (2001) MAYDAY, Will you? 〈好不好〉
- (2000) Sammi Cheng, Willing 〈捨得〉
- (2000) 江美琪 〈寂寞飛行〉